# Európai népmesék a ládafiában
Az Európai népmesék a ládafiában magyar televíziós papírkivágásos animációs sorozat, amelyet Horváth Márta, Lovasy Eszter és Szabó Emese rendezett. Az M2 tűzte műsorra.

## Epizódok
1. Együgyű Jankó
2. A szerencse fia
3. Kótyomfitty
4. A macskacicó
5. A lóvátett ökrös gazdák
6. Nyárfalevél
7. A kávémasina
8. Rongyoska
9. A kalmár, aki meg akarta állítani a Napot
10. A mindentudó madár
11. Ki-ki amit érdemel
12. A jóságos tündér és a 12 hónap
13. Az elvarázsolt kastély - svéd népmese
14. Hogyan fogott ki a kovács az ördögön
15. Hársvitéz
16. A három narancs
17. Az aranyszóró gyűrű
18. Menj el a nemtudomhovába!
19. A tésztaasszony
20. A medvéből lett vőlegény
21. Mese a tulipánról, a facipőről, meg a füles főkötőről